# ميجيستيرول أسيتات
ميجيستيرول أسيتات (بالإنجليزية: Megestrol acetate)‏ هو دواء بروجستيروني المفعول، يستخدم كمحفز للشهية لمعالجة متلازمة الهزال وكذلك لعلاج سرطان الثدي وسرطان الرحم، واستخدم في تحديد النسل.